# Trojná vazba
Trojná vazba je chemická vazba mezi dvěma atomy, jíž se účastní šest vazebných elektronů. Je to šest valenční elektronů, které vytvářejících tři elektronové páry sdílené atomy. Ve strukturních vzorcích se trojná vazba znázorňuje třemi rovnoběžnými čarami (≡) mezi atomy.
Trojná vazba je tvořena jednou vazbou sigma (značka σ) a dvěma vazbami pí (značka π). Protože jsou obě vazby pí na sebe kolmé, vytváří kolem vazby sigma souvislý válcovitý obal elektronů. Přítomností dvou vazeb pí dochází ke zkrácení vazby a zvýšení její disociační energie.

Nejčastěji se trojná vazba vyskytuje v alkynech, dále také v kyanidech a isokyanidech. Existuje také mnoho typů trojných vazeb mezi různými prvky, například v molekule dusíku nebo oxidu uhelnatého.

Chemické sloučeniny s trojnou vazbou
Ethyn (acetylen), H−C≡C−H
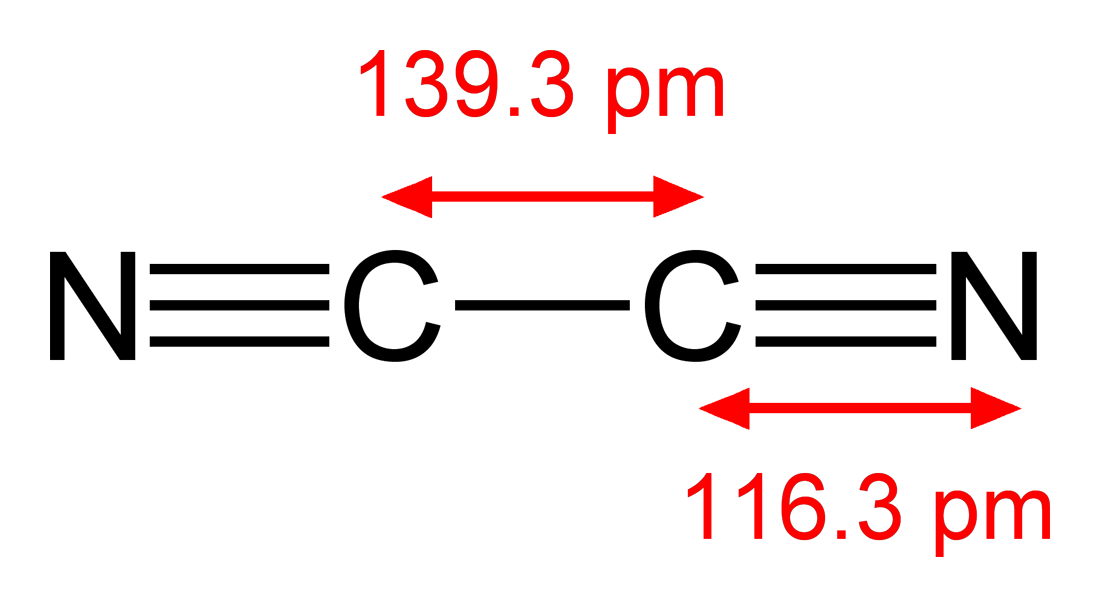
Dikyan, N≡C−C≡N
Oxid uhelnatý, C≡O
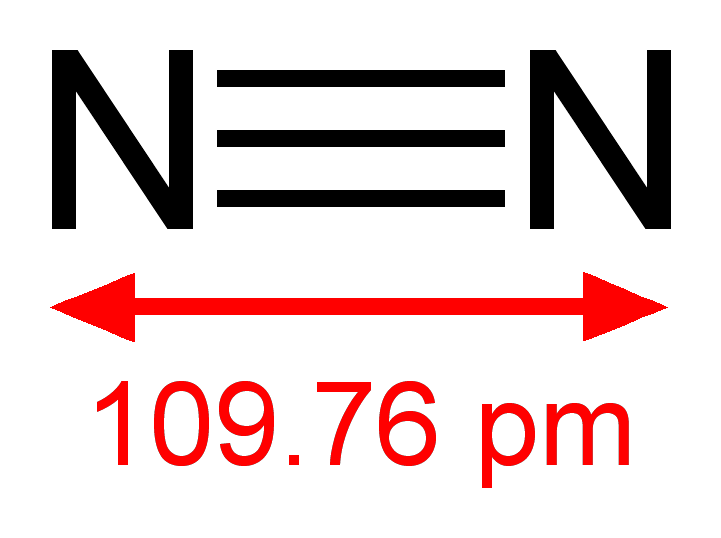
Dusík, N≡N

## Princip trojné vazby

Hybridizace sp

Princip trojné vazby se dá jednoduše vysvětlit pomocí hybridizace orbitalů, což je proces energetického sjednocení původně energeticky nerovnocenných atomových orbitalů. Například u atomu uhlíku, který má čtyři valenční elektrony umístěné v orbitalech 2s a 2p, může dojít ke třem typům hybridizace:
- sp - trojná lineární vazba v alkynech

- sp2 - dvojná trigonální (trojúhelníková) vazba v alkenech

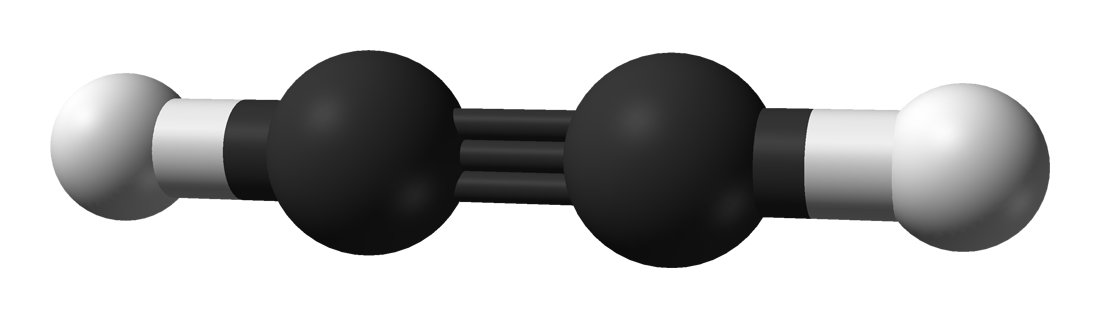
Nejjednodušší alkyn - ethyn (acetylen) HC≡CH

- Nejjednodušší alkyn - ethyn (acetylen) HC≡CHsp3 - jednoduchá tetraedrická (trojboký jehlan) vazba v alkanech

Hybridizace sp u trojné vazby znamená, že jeden orbital typu 2s a jeden orbital typu 2p, které jsou k sobě vzájemně kolmé, vytvoří dva nové identické hybridizované orbitaly označované jako sp. Osa dvou hybridních orbitalů má tvar úsečky a molekula má tedy lineární tvar s úhlem 180o. Trojnou vazbu kromě hybridizovaných orbitalů zajišťují i překryvy dvou nehybridizovaných p orbitalů, které svírají úhel 90 stupňů a leží mimo osu mezi jádry atomů.

## Vlastnosti trojných vazeb
- Trojné vazby uhlíku C≡C mají vyšší energii než dvojné C=C nebo jednoduché vazby C-C. Při vytvoření trojné vazby se uvolní v průměru 811 kJ·mol−1, u dvojné vazby 615 kJ·mol−1 a u jednoduché 345 kJ·mol−1.
- Trojná vazba N≡N má vazebnou energií 945 kJ·mol−1, dvojná vazba N=N má 466 kJ·mol−1 a jednoduchá vazba N-N má 159 kJ·mol−1.
- Molekula oxidu uhelnatého C≡O má nejvyšší vazebnou energii (1077 kJ·mol−1) ze všech trojných vazeb, protože k trojné vazbě se přidává slabá iontová vazba.
- Trojná vazba má velmi vysokou elektronovou hustotu, a proto snadno vstupuje do elektrofilních adičních reakcí (adice halogenů a halogenovodíků). Nahuštění elektronů do prostoru mezi uhlíkové atomy způsobuje, že uhlíkové atomy zůstávají z druhé strany částečně odkryté. Proto u alkynů kromě elektrofilní adice mohou probíhat i nukleofilní adice (adice vody - hydratace a adice vodíku - hydrogenace).
- Pro trojnou vazbou alkynů jsou charakteristické i polymerizační reakce (dimerace acetylenu).

## Příklady sloučenin
- Alkyny
  - acetylen (ethyn) – nejjednodušší alkyn
  - propyn
  - butyn – 2 izomery:
    - 1-butyn
    - 2-butyn
- Anorganické sloučeniny – hlavně nitridy, fosfidy a arsenidy:
  - Nitrid boritý
  - Fosfid hlinitý
  - Arsenid gallitý